# 13.º governo republicano (Portugal)

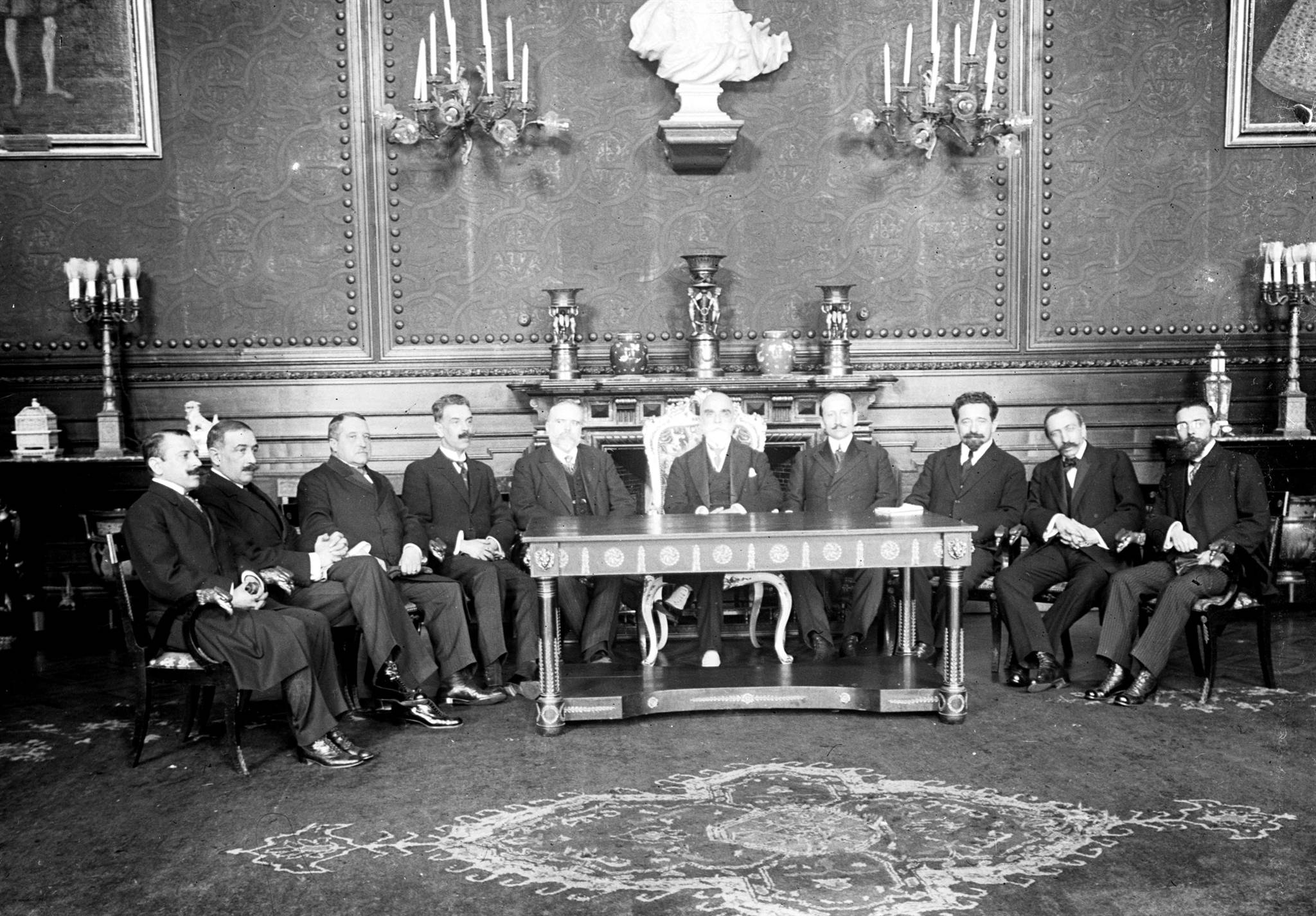
O Presidente da República, Bernardino Machado, recebe o Ministério da União Sagrada, 1916.

O 13.º governo da Primeira República Portuguesa, também conhecido como Ministério da União Sagrada, ou simplesmente União Sagrada, nomeado a 15 de março de 1916 e exonerado a 25 de abril de 1917, foi liderado por António José de Almeida. Para fazer face à participação portuguesa na I Guerra Mundial, tinha, por base, a união de todos os partidos políticos portugueses como resposta à nova conjuntura imposta pelos alemães. Na prática, apenas dois partidos se uniram: o Partido Democrático, liderado por Afonso Costa, e o Partido Republicano Evolucionista, de António José de Almeida. Seria este último o seu presidente.
Esta união durou até 25 de Abril de 1917, constituindo um dos governos que mais tempo esteve em funções (cerca de 406 dias), durante a Primeira República Portuguesa.
A sua constituição era a seguinte:
| Cargo                                     | Detentor | Detentor                                       | Período                                      |
| ----------------------------------------- | -------- | ---------------------------------------------- | -------------------------------------------- |
| Presidente do Ministério                  |          | António José de Almeida (1866–1929)            | 15 de março de 1916 a 25 de abril de 1917    |
| Presidente do Ministério                  |          | Afonso Costa (interino) (1871–1937)            | 4 de setembro de 1916 a 5 de outubro de 1916 |
| Ministro do Interior                      |          | António Pereira Reis (1867–1952)               | 15 de março de 1916 a 29 de maio de 1916     |
| Ministro do Interior                      |          | Brás Mousinho de Albuquerque (1859–1922)       | 29 de maio de 1916 a 25 de abril de 1917     |
| Ministro do Interior                      |          | António José de Almeida (interino) (1866–1929) | 4 de julho de 1916 a 17 de julho de 1916     |
| Ministro da Justiça e dos Cultos          |          | Luís Mesquita de Carvalho (1868–1931)          | 15 de março de 1916 a 25 de abril de 1917    |
| Ministro das Finanças                     |          | Afonso Costa (1871–1937)                       | 15 de março de 1916 a 25 de abril de 1917    |
| Ministro das Finanças                     |          | António José de Almeida (interino) (1866–1929) | 12 de junho de 1916 a 8 de agosto de 1916    |
| Ministro das Finanças                     |          | António José de Almeida (interino) (1866–1929) | 31 de março de 1917 a data indeterminada     |
| Ministro da Guerra                        |          | José Norton de Matos (1867–1955)               | 15 de março de 1916 a 25 de abril de 1917    |
| Ministro da Marinha                       |          | Vítor Hugo de Azevedo Coutinho (1871–1955)     | 15 de março de 1916 a 25 de abril de 1917    |
| Ministro dos Negócios Estrangeiros        |          | Augusto Soares (1873–1954)                     | 15 de março de 1916 a 25 de abril de 1917    |
| Ministro dos Negócios Estrangeiros        |          | José Norton de Matos (interino) (1867–1955)    | 12 de junho de 1916 a data indeterminada     |
| Ministro do Fomento                       |          | António Maria da Silva (1872–1950)             | 15 de março de 1916 a 17 de março de 1916    |
| Ministro do Fomento                       |          | Francisco Fernandes Costa (1867–1925)          | 17 de março de 1916 a 25 de abril de 1917    |
| Ministro das Colónias                     |          | António José de Almeida (1866–1929)            | 15 de março de 1916 a 25 de abril de 1917    |
| Ministro das Colónias                     |          | Afonso Costa (interino) (1871–1937)            | 4 de setembro de 1916 a 5 de outubro de 1916 |
| Ministro da Instrução Pública             |          | Joaquim Pedro Martins (1875–1939)              | 15 de março de 1916 a 25 de abril de 1917    |
| Ministro da Instrução Pública             |          | António José de Almeida (interino) (1866–1929) | 28 de junho de 1916 a 12 de julho de 1916    |
| Ministro do Trabalho e Previdência Social |          | António Maria da Silva (1872–1950)             | 17 de março de 1916 a 25 de abril de 1917    |
|                                           |          |                                                |                                              |
| Subsecretário de Estado das Finanças      |          | Artur de Almeida Ribeiro (1865–1943)           | 18 de maio de 1916 a 25 de abril de 1917     |
| Subsecretário de Estado da Guerra         |          | António Mimoso Guerra (1867–1950)              | 18 de maio de 1916 a 25 de abril de 1917     |
| Subsecretário de Estado das Colónias      |          | Celestino de Almeida (1864–1922)               | 18 de maio de 1916 a 25 de abril de 1917     |